# Mathieu I. de Montmorency
Mathieu I. de Montmorency (deutsch: Matthias; † 1160) war ein Herr von Montmorency und ab 1138 ein Connétable von Frankreich. Er war der Sohn von Burkhard III., Herr von Montmorency, und von Agnès von Beaumont.

## Leben
Die politischen Verbindungen der Verwandtschaft seiner Mutter erlaubten ihm, seine Familie in den obersten Rängen Frankreichs zu etablieren. Er heiratete 1126 in erster Ehe Alix, eine uneheliche Tochter des englischen Königs Heinrich I. Beauclerc, in zweiter Ehe 1141 Adelheid von Savoyen, die Witwe des französischen Königs Ludwig VI. der Dicke. Wenige Jahre zuvor, 1138, war er zum Connétable ernannt worden. In dieser Funktion nahm er an der Regierung Frankreichs während der Abwesenheit des Königs Ludwig VII. der Junge wegen des Zweiten Kreuzzugs teil.

## Nachkommen
Aus seiner Ehe mit Alix hatte er fünf oder sechs Kinder:
- Heinrich († 24. Juli vor 1160)
- Burkhard IV. († 1189), Herr von Montmorency, ⚭ Laurette von Hennegau, Tochter von Balduin IV., Graf von Hennegau
- Theobald, Herr von Marly
- Hervé († 25. März 1192), geistlich
- Maithias I. († 1203), Herr von Marly und Attichy
- ? Adelheid (Aelis) († 25. Februar), ⚭ Gasce von Poissy († 14. August 1189)

Siehe auch Stammliste der Montmorency